# Калинич, Ловре
Ловре Калинич (хорв. Lovre Kalinić; 3 апреля 1990, Сплит) — хорватский футболист, вратарь клуба «Хайдук». Выступал за сборную Хорватии.

## Биография
Хотя играл в системе «Хайдука» с 2000 года, долго не мог закрепиться в составе, выступал на правах аренды за «Юнак», «Новалью» и «Карловац». С приходом на пост главного тренера «Хайдука» Игора Тудора стал основным вратарём, вытеснив Горана Блажевича.
В сезоне 2015/16 помог «Хайдуку» стать наименее пропускавшей командой чемпионата Хорватии. Калинич не пропускал мячей на протяжении 8 игр подряд, в общей сложности 775 минут.
Участник чемпионата мира 2018 года в России.

## Достижения
- Лучший вратарь Бельгии сезона 2016/17
- Орден Князя Бранимира: 2018[3]